# 張治
張治（1488年—1550年），字子邦，號龍湖，湖廣長沙府茶陵州人，民籍，明朝政治人物。正德末進士。嘉靖年間官至禮部尚書兼文淵閣大學士，與彭維新、李東陽、劉三吾并稱“茶陵四大學士”。

## 生平
張治七歲能寫大字，家貧好學，讀書於茶陵旌忠庵，於諸史百家，無不綜貫，尤工於書法。正德十一年（1516年）湖廣鄉試第十二名。正德十五年（1520年）會試第一，次年補行殿試，登辛巳科第二甲第五十六名進士。選翰林院庶吉士，养病。嘉靖五年（1526年）六月病愈，授編修，六年正月充《大禮全書》纂修官。七年九月升左春坊左赞善，丁憂歸。服闋，十三年六月復除原职，十五年九月升左谕德，十七年四月清理軍职贴黄，十八年正月升兼翰林院学士，充副使，出使安南，十九年七月与龔用卿主考應天府鄉試，二十年八月歷官南京吏部右侍郎，二十一年二月改北吏部右侍郎，二十四年闰正月升本部左侍郎兼翰林院学士、掌翰林院事，充《大明會典》副总裁官，二十六年二月与禮部左侍郎孫承恩主考禮部會試，二十七年二月升南京吏部尚書，嘉靖二十八年（1549年）二月以禮部尚書兼文淵閣大學士。抱病視事。加太子太保。嘉靖二十九年（1550年）十月卒，賜祭葬。贈少保，諡文隱，後改諡文毅，萬曆初年改諡文肅。

## 著作
有《張龍湖先生文集》十五卷。
嘉靖四年（1525年）受知州夏良勝之邀撰成《茶陵州志》。

## 家族
曾祖張宗迪；祖父張顒暹；父張伯誠。母譚氏。慈侍下。兄張德正、張德明。